# Daniele Belotti
Daniele Belotti (Bergamo, 11 febbraio 1968) è un politico italiano.

## Biografia

### Attività politica
È iscritto alla Lega Nord dal 1989 e nel 1990 è tra i fondatori  del Movimento Giovanile del Carroccio. Nel 1994 viene eletto segretario provinciale della Lega Nord di Bergamo, incarico che ricoprirà fino al 1999.
Viene eletto consigliere comunale di Bergamo nel 1995, sarà rieletto nelle successive tre elezioni.
Nel 2000 invece viene eletto consigliere regionale. Rieletto consigliere regionale nel 2005, assume l’incarico di Presidente della VII Commissione Consiliare - Cultura, Sport, Formazione Professionale, Informazione e Tempo Libero. Nel 2010 viene eletto per la terza volta consigliere regionale, e viene nominato assessore al territorio, difesa del suolo e rifiuti. Incarico che mantiene fino al dicembre 2012, quando viene sciolta l'amministrazione Formigoni.
Nel giugno 2013 viene rieletto segretario provinciale della Lega Nord di Bergamo, incarico poi riconfermato nel 2017.
Nel 2012 accusa la pubblico ministero Letizia Ruggeri di non essere in grado di occuparsi del famoso caso dell'omicidio di Yara Gambirasio. A seguito di querela, Belotti dovette risarcire la PM e scusarsi.
Il 4 marzo 2018 è eletto deputato della Lega nel collegio uninominale Valli Bergamasche. È capogruppo della Lega in VII Commissione parlamentare della Camera “Cultura, scienza e istruzione”. Presentatore di vari progetti di legge, è stato relatore alla Camera della legge di riforma dello sport.
Alle elezioni politiche anticipate del 2022 non viene ricandidato. Si candida quindi alle elezioni regionali in Lombardia del 2023 senza essere eletto con oltre 3.500 preferenze.
Nella primavera del 2024 è tra i 21 dissidenti della Lega che scrivono al segretario Matteo Salvini chiedendogli di tornare al pragmatismo del vecchio partito, di non allearsi con gli estremisti Alternative für Deutschland e Marine Le Pen e di non candidare il generale Roberto Vannacci alle elezioni europee di giugno.

## Pubblicazioni
- Giornalista pubblicista, è stato promotore e direttore del mensile Il federalismo bergamasco, edito dal 1994 al 1998, ha collaborato con diversi periodici di Bergamo e con il quotidiano La Padania. Tifosissimo atalantino è autore di tre volumi Atalanta folle amore nostro (il primo uscito nel 2004, il secondo nel 2013, il terzo nel 2018) sulla storia della Curva Nord e del tifo nerazzurro.
- Tempi Bruni a Bergamo. L'altro "Bilancio di mandato". Quello che la sinistra nasconde (PDF), 2009.